# Jakku
Astre fictif apparaissant dans
Star Wars.
Jakku est une planète-désert de l’univers de fiction Star Wars. Située dans la Bordure extérieure, il s'agit du monde dans lequel Rey grandit.
Elle apparaît dans le film Le Réveil de la Force. En plus du film, Jakku est représentée dans la mise en roman du film dans lesquels elle apparaît, ainsi que dans plusieurs romans, jeux vidéo et bandes dessinées.

## Histoire

### Avant l'Empire
Environ un millénaire avant la bataille de Yavin, Jakku est un monde au paysage luxuriant où vivent les anchorites, un peuple dont la religion s'est rapprochée de celle des Jedi. Petit à petit, les anchorites se tournent vers le Côté obscur et Jakku perd ses océans et sa végétation.

### Sous l'Empire
Le seigneur Sith Palpatine, accompagné de Yupe Tashu, se rend à Jakku à bord de l'Imperialis. Il lance des fouilles sur le Plateau de la main plaintive. Galli, un enfant élevé comme esclave des anchorites, remarque l'arrivée de Palpatine. Le Sith charge Galli de la supervision du chantier secret.
Avec le temps, Galli engage des enfants et même des animaux pour défendre le site. Palpatine installe un observatoire où il stocke des artefacts Sith et fait cartographier par un navordinateur les Régions inconnues, en se fondant sur des informations fournies par Thrawn. Un puits sous l'observatoire permet d'atteindre le noyau de la planète. Une fois la construction de l'observatoire terminée, Galli élimine les enfants qui ont servi à protéger le chantier. Il cache sous le désert l'infrastructure. Désormais appelé Gallius Rax, il devient officier impérial et gravit rapidement les échelons.

### Après l'Empire
Après la bataille d'Endor, Gallius Rax est chargé du plan secret de Palpatine en cas de défaite, la Contingence. Il rassemble ce qu'il reste des forces impériales à Jakku. Les conditions rudes de ce monde en font une armée redoutable. Il attire ensuite la Nouvelle République à Jakku et jette Yupe Tashu dans le puits de l'observatoire, ce qui provoque une réaction en chaîne dans le noyau qui devrait finir avec la destruction de Jakku, et donc des forces républicaines et de la plupart des forces impériales, dont une partie s'échappe. La bataille de Jakku se conclut finalement avec la désactivation du plan, la destruction du croiseur interstellaire impérial Ravager, la mort de Gallius Rax et la fuite de quelques impériaux, dont Rae Sloane et les Hux. Le Premier Ordre naît, pendant que Mas Amedda et Mon Monthma parviennent à un accord entre Nouvelle République et Empire galactique qui met fin à la guerre,.
Le pilote Poe Dameron, affilié à la Résistance, vient à Jakku. Dans le village de Tuanul où se situe l'Église de la Force, il rencontre Lor San Tekka, un explorateur qui détient des informations vitales pour la Résistance,.

## Concept et création
Des concept arts de Tatooine dessinés par Ralph McQuarrie n'ont pas été utilisés pour Un nouvel espoir. Ils sont repris pour concevoir le paysage de Jakku.
Les scènes qui se déroulent à Jakku sont tournées dans la partie de Rub al-Khali qui appartient à Abou Dhabi, aux Émirats arabes unis.
Jakku est présentée au public pour la première fois lors de la diffusion de la bande-annonce du Réveil de la Force en novembre 2014,.

## Adaptations
Ajouté en décembre 2015, le DLC « Battle of Jakku » du jeu vidéo Battlefront sorti en novembre 2015, plus ou moins dans la même période que le film Le Réveil de la Force, met en scène la bataille de Jakku. Les bandes-annonces du film et du DLC du jeu vidéo permettent ainsi de donner un aperçu de la planète avant la sortie du film,.

## Accueil
Selon un article du site Internet Game Rant, Jakku est « essentiellement Tatooine sous un nouveau nom ». Pour l'auteur, il aurait été meilleur de mettre Tatooine si la seule raison et de susciter la nostalgie des fans. Il prend comme exemple pour appuyer cela le fait que La Menace fantôme revisite Tatooine en référence à la place de cette planète dans Un nouvel espoir.